# Кандикюля
Кандикю́ля (фин. Peräkylä) — деревня в составе Лебяженского городского поселения Ломоносовского района Ленинградской области России.

## История
Обозначена на карте Санкт-Петербургской губернии 1792 года А. М. Вильбрехта как деревня Перекюля.

ПЕРЕКУЛЯ — деревня принадлежит жене и вдове генерала от инфантерии Раевской и сестре её девице Константиновой, число жителей по ревизии: 28 м. п., 27 ж. п. (1838 год)

На карте Ф. Ф. Шуберта 1844 года она обозначена как деревня Новая.
На этнографической карте Санкт-Петербургской губернии П. И. Кёппена 1849 года она обозначена деревня «Nowaja», расположенная в ареале расселения эвремейсов. В пояснительном тексте к этнографической карте она записана как деревня Peräkylä (Перекюля) и указано количество её жителей на 1848 год: ижоры — 33 м. п., 33 ж. п., всего 66 человек. Жители деревни относились к православному Ковашскому Благовещенскому приходу.

ПЕРЕКУЛЯ — деревня фрейлин Раевских, по просёлочной дороге, число дворов — 7, число душ — 29 м. п. (1856 год)

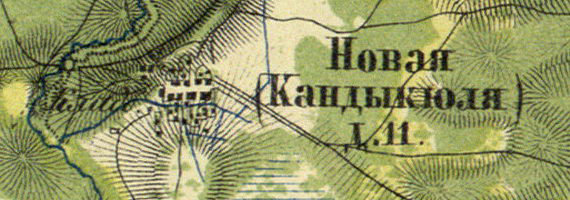
Деревня Кандикюля на карте 1860 года

В 1860 году деревня называлась Новая (Кандыкюля) и насчитывала 11 дворов.

ПЕРЕКЮЛЬ (КАНДАКЮЛЬ, НОВОЕ) — деревня владельческая при колодце, на приморском просёлочном тракте, в 52 верстах от Петергофа, число дворов — 19, число жителей: 33 м. п., 39 ж. п. (1862 год)

В конце XIX века деревня административно относилась к Ковашевской волости 2-го стана Петергофского уезда Санкт-Петербургской губернии, в начале XX века — 3-го стана. По приходским данным население деревни было финским.
Согласно данным переписи населения СССР 1926 года в деревне Кондакюль Шепелевского сельсовета Ковашевской волости Троцкого уезда проживал 141 человек — большинство ижоры, а также поляки и эстонцы.
По данным 1933 года деревня называлась Кандакюль и входила в состав Шепелёвского сельсовета Ораниенбаумского района.
Во время Великой Отечественной войны в 1942 году жители деревни были депортированы.
Деревня была освобождена от немецко-фашистских оккупантов 26 января 1944 года.
По данным 1966 года деревня Кандакюля находилась в составе Лебяженского сельсовета Ломоносовского района.
По данным 1973 года деревня называлась Кандакюля и находилась в составе Устьинского сельсовета.
По данным 1990 года деревня называлась Кандикюля и входила в состав Шепелёвского сельсовета.
В 1997 году в деревне Кандикюля Шепелёвской волости проживали 6 человек, в 2002 году — 11 человек (русские — 91 %).
В 2007 году в деревне Кандикюля Лебяженского ГП — 7.

## География
Деревня расположена в северо-западной части района на автодороге 41А-007 (Санкт-Петербург — Ручьи), близ побережья Финского залива.
Расстояние до административного центра поселения — 17 км.
Деревня расположена в специальной 30-километровой зоне Ленинградской АЭС, в случае аварии на ЛАЭС жители будут эвакуированы.

## Демография
| 1862 | 1997 | 2002 | 2007 | 2010 | 2017 |
| ---- | ---- | ---- | ---- | ---- | ---- |
| 72   | ↘6   | ↗11  | ↘7   | ↗19  | ↘9   |

## Достопримечательности
- Недалеко батарея «Серая Лошадь»

## Транспорт
Автобусные маршруты
- № 401 ( Автово — Сосновый Бор)
- № 673 (Ломоносов, вокзал — Краснофлотская развилка)

## Фото

Деревня Кандикюля. 2008 год